# Bardo Thodol

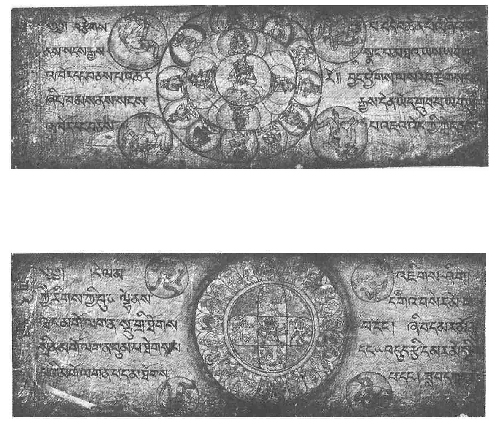
Manuscrit del Bardo Thodol.

El Bardo Thodol (en tibetà: བར་དོ་ཐོས་གྲོལ, bar-do thos-grol, ”l'alliberament per audició durant l'estat intermedi”) més conegut a Occident com a El llibre tibetà dels morts, és una guia d'instruccions per als moribunds i els morts que, segons la creença el budisme tibetà, permet assolir la il·luminació durant el període immediatament posterior a la mort per tal d'evitar renéixer i ingressar novament al samsara, ja que es considera que la mort dura 49 dies i després d'això sobrevé un renaixement en el cicle de la reencarnació. Així, el text dona algunes recomanacions a tenir en compte durant aquest període intermedi conegut com a bardo.
Segons la tradició, el llibre va ser escrit pel lama Padmasambhava al segle viii, que tot seguit l'amagà per a ésser descobert en el futur, cosa que es coneix com a terma. Seguint la tradició, al segle xiv el savi Karma Lingpa el va descobrir en una gruta i el va difondre per primera vegada. A Occident es va fer conèixer per primera vegada a través de la traducció a l'anglès feta per Walter Evans-Wentz l'any 1927.
La primera part del llibre tracta sobre l'estat transitori del moment de la mort i descriu el moment de morir; la segona tracta sobre el moment immediat després de morir; i la tercera part tracta sobre el renaixement posterior.